# پریش آلن (لوئیزیانا)
شهرستان آلن، لوئیزیانا (به انگلیسی: Allen Parish, Louisiana) یک سکونتگاه مسکونی در ایالات متحده آمریکا است که در لوئیزیانا واقع شده‌است.

## خصوصیات
شهرستان آلن ۱٬۹۸۳ کیلومترمربع مساحت دارد.